# René Sylviano
René Sylviano est un compositeur français de musiques de films, né Sylvère Caffot le 10 décembre 1903 à Mantes-la-Jolie et mort le 16 octobre 1993 à Paris.

## Biographie
Sylvère Caffot est né le 10 décembre 1903 à Mantes-la-Jolie. Fils du compositeur et organiste Jules Caffot (1865-1942), il étudie la musique au Conservatoire de Paris. En 1929, il obtient un deuxième Second Prix de Rome pour sa cantate La Vierge guerrière.
En 1930 sortent les premiers films dont il compose la musique, sous le pseudonyme de René Sylviano.
Au long de sa carrière, il s'illustre principalement dans ce domaine des musiques de films et en compose une centaine (courts métrages et documentaires compris), la dernière pour un film sorti en 1972. En particulier, il est l'auteur des musiques de plusieurs chansons populaires, certaines pour des films français bien connus. Ainsi, on lui doit la chanson-titre (sur des paroles de Louis Poterat) du film Premier Rendez-vous (1941), interprétée par Danielle Darrieux.
Il meurt le 16 octobre 1993 à Paris.

## Filmographie

### Années 1930
- 1930 : Lévy et Cie d'André Hugon
- 1930 : La Prison en folie ou Le Soleil à l'ombre d'Henry Wulschleger
- 1930 : Prix de beauté ou Miss Europe d'Augusto Genina
- 1930 : La Tendresse d'André Hugon (+ Zärlitchkeit, version allemande alternative de Richard Löwenbein)
- 1931 : Le Refuge de Léon Mathot
- 1931 : Mon ami Victor d'André Berthomieu
- 1931 : La Ronde des heures d'Alexandre Ryder
- 1931 : Le Chanteur inconnu de Victor Tourjansky
- 1932 : Hôtel des étudiants de Victor Tourjansky
- 1932 : Le Fils improvisé de René Guissart
- 1933 : Le Chasseur de chez Maxim's de Karl Anton
- 1933 : Paris-Soleil de Jean Hémard
- 1933 : Rien que des mensonges de Karl Anton
- 1933 : Le Chemin du bonheur de Jean Mamy
- 1933 : L'Ordonnance de Victor Tourjansky
- 1933 : Le Père prématuré de René Guissart
- 1933 : La Voix sans visage ou La Voix du châtiment de Léo Mittler
- 1934 : Famille nombreuse d'André Hugon
- 1935 : Gangster malgré lui d'André Hugon
- 1936 : Les Grands de Félix Gandéra et Robert Bibal
- 1937 : François Ier ou Les Amours de la belle ferronnière de Christian-Jaque
- 1937 : La Vénus de l'or de Jean Delannoy et Charles Méré
- 1937 : La Naissance de l’exposition de Jean Marguerite (court métrage)
- 1937 : L'Orient qui vient de Roger Leenhardt (court métrage)
- 1937 : Le Petit Bateau de Pierre Ramelot (moyen métrage)
- 1938 : Un fichu métier de Pierre-Jean Ducis
- 1938 : Images de Paris de Jean Arroy (court métrage documentaire)
- 1938 : Le Jour et la Nuit (court métrage - réalisateur non connu)

### Années 1940
- 1940 : Moulin rouge d'André Hugon et Yves Mirande
- 1940 : Narcisse d'Ayres d'Aguiar
- 1940 : J'ai fait escale à Bordeaux (court métrage - réalisateur non connu)
- 1940 : Singeries de Jean Gourguet (court métrage)
- 1940 : Les Titans de la mer (titre anglais : The Titans of the Deep) (moyen métrage - réalisateur non connu)
- 1941 : Fromont jeune et Risler aîné de Léon Mathot
- 1941 : Premier Rendez-vous d'Henri Decoin
- 1942 : Annette et la Dame blonde de Jean Dréville
- 1942 : Le Moussaillon de Jean Gourguet
- 1942 : Les Chiens qui rapportent de Jean Gourguet (court métrage)
- 1942 : L'Amant de Bornéo de Jean-Pierre Feydeau et René Le Hénaff
- 1942 : L'Appel du bled ou Femmes de bonne volonté de Maurice Gleize
- 1942 : Mariage d'amour d'Henri Decoin
- 1942 : Le Cuir de Paul de Roubaix (court métrage)
- 1942 : Histoire d'un gant ou Les Gants (court métrage - réalisateur non connu)
- 1942 : Rue Bonaparte de René Ginet (court métrage)
- 1943 : Le Brigand gentilhomme d'Émile Couzinet
- 1943 : Des jeunes filles dans la nuit de René Le Hénaff
- 1943 : Je suis avec toi d'Henri Decoin
- 1943 : La Valse blanche de Jean Stelli
- 1944 : Bonsoir mesdames, bonsoir messieurs de Roland Tual
- 1944 : Coup de tête de René Le Hénaff
- 1944 : Le Bois d'André Gillet (court métrage)
- 1944 : Les Caves du Majestic de Richard Pottier
- 1944 : L'Enfant de l'amour de Jean Stelli
- 1945 : Le Mystère Saint-Val de René Le Hénaff
- 1945 : Le Roi des resquilleurs de Jean-Devaivre
- 1946 : Le Mystérieux Monsieur Sylvain de Jean Stelli
- 1946 : L'ange qu'on m'a donné de Jean Choux
- 1946 : Mensonges ou Histoires de femmes de Jean Stelli
- 1946 : Roger la Honte d'André Cayatte
- 1946 : Son Dernier Rôle de Jean Gourguet
- 1946 : La Tentation de Barbizon de Jean Stelli
- 1946 : Les Aventures de Casanova de Jean Boyer (1re époque : Les Chevaliers de l'aventure ; 2e époque : Les Mirages de l'enfer)
- 1946 : La Revanche de Roger la Honte d'André Cayatte
- 1947 : La Cabane aux souvenirs ou Un homme perdu de Jean Stelli
- 1947 : Hyménée d'Émile Couzinet
- 1947 : Autour de Brazzaville de François Villiers (court métrage documentaire)
- 1949 : Cinq tulipes rouges de Jean Stelli
- 1949 : Dernier Amour de Jean Stelli
- 1949 : Mademoiselle de La Ferté de Roger Dallier
- 1949 : La Ronde des heures d'Alexandre Ryder

### Années 1950
- 1950 : La Voyageuse inattendue de Jean Stelli
- 1950 : L'Homme de joie de Gilles Grangier
- 1950 : Mon ami le cambrioleur d'Henri Lepage
- 1950 : Pyrénées, mes amours de René Ginet (court métrage)
- 1950 : Le Sourire de la nature d'Émile Couzinet (court métrage)
- 1951 : Clara de Montargis d'Henri Decoin
- 1951 : Le Roi du bla bla bla ou Les Farfelus de Maurice Labro
- 1951 : Le Désir et l'Amour d'Henri Decoin et Luis María Delgado (coproduction franco-espagnole)
- 1951 : Et ta sœur d'Henri Lepage
- 1951 : Allô, au secours de Claude Orval (court métrage)
- 1951 : La Garçonnière (court métrage)
- 1952 : Seuls au monde ou La Porte ouverte de René Chanas
- 1952 : Une fille sur la route ou Voyage incognito de Jean Stelli
- 1952 : Grand Gala ou Aventure au Maroc de François Campaux
- 1952 : La vie est un conte d'Henri Lepage (court métrage)
- 1953 : Un trésor de femme de Jean Stelli
- 1953 : Mandat d'amener ou Monsieur le Procureur de Pierre-Louis
- 1953 : La nuit est à nous de Jean Stelli
- 1954 : Tourments de Jacques Daniel-Norman
- 1954 : Bonnes à tuer (Quattro donne nella notte) d'Henri Decoin (coproduction franco-italienne)
- 1954 : Le Vicomte de Bragelonne (Il Visconte di Bragelonne) de Fernando Cerchio (coproduction franco-italienne)
- 1955 : Premier Rendez-vous (Ihr erstes rendez-vous) d'Axel Von Ambesser (film allemand, remake du film homonyme de 1941 pré-cité)
- 1956 : La Foire aux femmes de Jean Stelli
- 1956 : La Terreur des dames ou Ce cochon de Morin de Jean Boyer
- 1957 : Le Septième Commandement de Raymond Bernard
- 1957 : Le Chômeur de Clochemerle de Jean Boyer
- 1957 : Paris clandestin de Walter Kapps
- 1958 : Prisons de femmes de Maurice Cloche
- 1959 : Bal de nuit de Maurice Cloche
- 1959 : Le Bonheur des autres de Louis Grospierre (court métrage)

### Années 1960
- 1960 : Histoire de bigorneaux de Lucien Audouze (court métrage)
- 1963 : La Porteuse de pain de Maurice Cloche
- 1964 : Les Artilleurs de They (court métrage)
- 1965 : La Traite des blanches de Georges Combret
- 1965 : Les Deux Orphelines de Riccardo Freda (coproduction franco-italienne)

### Années 1970
- 1972 : La Fille de Dracula (A filha de Dracula) de Jesús Franco (coproduction franco-portugaise)